# Quách Ái
Quách Ái (chữ Hán: 郭爱; ? －1435), thường gọi Quách tần (郭嬪), là một phi tần của Minh Tuyên Tông Chu Chiêm Cơ. Bà được biết đến như một tài nữ bạc mệnh trong lịch sử văn học Trung Quốc với bài từ tuyệt mệnh trước khi qua đời.

## Tiểu sử
Quách tần có biểu tự là Thiện Lý (善理), người Phượng Dương (An Huy, Trung Quốc), cuộc đời quá ngắn ngủi nên tài liệu lịch sử ghi chép về bà rất ít ỏi. Trước khi nhập cung, bà nổi danh là tài nữ đương thời. Minh Tuyên Tông Chu Chiêm Cơ khi ấy đã nghe danh, bèn nạp bà vào cung làm Tần.
Tuy nhiên, nhập cung chưa được 20 ngày thì Quách tần qua đời. Trước khi chết, bà để lại bài từ tuyệt mệnh với nhan đề Bệnh cách tự ai (病革自哀), câu câu đều chứa chan nước mắt thể hiện sự sinh tử biệt ly với cha mẹ.
| 病革自哀 ... 修短有数兮， 不足较也. 生而如梦兮， 死则觉也. 先吾亲而归兮， 惭予之失孝也. 心悽悽而不能已兮， 是则可悼也. | Phiên âm ... Tu đoản hữu sổ hề， bất túc giác dã. Sanh nhi như mộng hề， Tử tắc giác dã. Tiên ngô thân nhi quy hề， Tàm dữ chi thất hiếu dã. Tâm thê thê nhi bất năng dĩ hề， Thị tắc khả điệu dã. |

Sách Minh sử, phần "Hậu phi liệt truyện", mục "Hậu phi nhất", đánh giá Quách Ái rất cao, đặt cho bà danh hiệu [Hiền nhi hữu văn; 賢而有文; tức "Vừa hiền huệ vừa biết văn thơ"].
Tuy nhiên, cái chết của Quách Ái không có liên quan đến cái chết của Minh Tuyên Tông như người thời nay lầm tưởng, mà bà chỉ qua đời vì bạo bệnh. Nhưng do truyền kì về Quách Ái trong Minh sử, cùng với thời gian Tuyên Tông qua đời quá khớp nhau, nên người thời nay thường ngộ nhận Quách Ái là phi tần bị bắt tuẫn táng của Minh Tuyên Tông.